# إلسا دورفمان
إلسا دورفمان (بالإنجليزية: Elsa Dorfman) هي مصورة أمريكية، ولدت في 26 أبريل 1937.

## وصلات خارجية
- الموقع الرسمي
- إلسا دورفمان على موقع IMDb (الإنجليزية)